# Stoumont
|  | Per a altres significats, vegeu «Oscar Stoumon». |

Stoumont és un municipi belga a la província de Lieja, a l'aiguabarreig dels rius Amblève i Lienne. Compta amb gairebé tres milers d'habitants. El terme municipal inclou els nuclis de població de Stoumont, Chevron i el lloc dit Bru, La Gleize amb els nuclis Cheneux, Monceau, Cour, Moustier, Borgoumont, Moulin du Ruy i La Venne), Lorcé amb els nuclis Targnon i Chession); i Rahier amb el nucli Xhierfomont.

## Història
Fins al 1794, Stoumont feia part del Principat de Stavelot-Malmedy dins del Sacre Imperi Romanogermànic. El municipi fou annexat per França l'any 1795, el 1815, després del Tractat de París, pels Països Baixos i finalment el 1830 per Bèlgica.

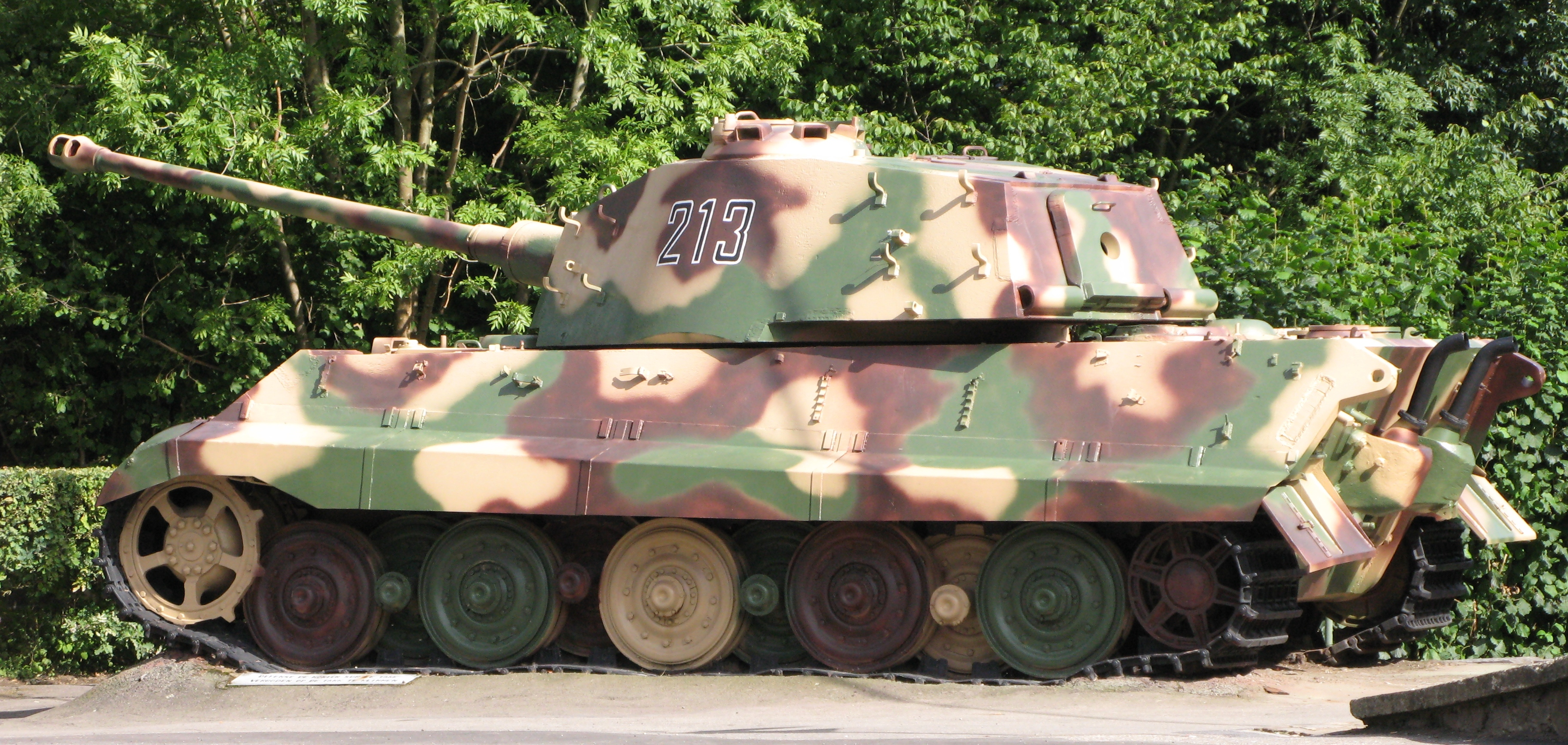
El tanc Tiger II a La Gleize

Durant la batalla de les Ardenes, les forces americanes van aturar l'exèrcit alemany conduït per Joachim Peiper entre Stoumont i La Gleize els 18 i 19 de setembre de 1944. Els combats de cos a cos als prats i amb tancs al poble de La Gleize van ser feroços. En commemoració d'aquest esdeveniment, un tanc va ser instal·lat com monument a la plaça major del poble i un petit museu va crear-se.

## Economia i geografia

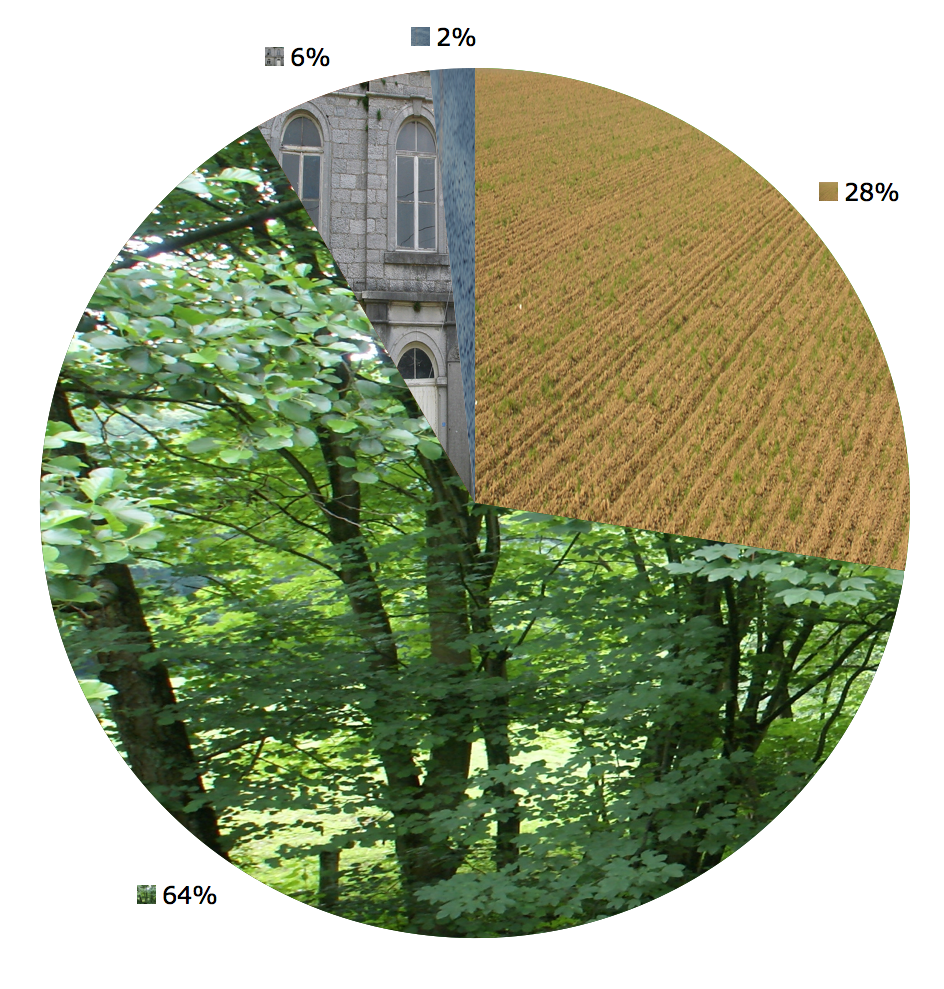
Utilització del sòl (2005):
28%agricultura, 66% bosc, 6% construccions i carreteres, 2% diversos

Stoumont és un poble rural, del qual els dos terços estan coberts de boscs. Només 6% estan construïts. De 2000 a 2005 unes 30 hectàrees de terres de conreu van urbanitzar-se. La indústria representa gairebé 60% de les activitats econòmiques. La fàbrica de les aigües minerals Bru a Chevron és una empresa important. Els negocis formen el segon sector (12% del valor afegit), segueixen la construcció i els serveis.

## Llocs d'interès
- Museu December 1944: Història de la Batalla de les Ardenes a La Gleize
- El Castell de Froidcourt
- L'església de la Mare de Déu de La Gleize del segle XII
- L'església de Sant Jordi de Lorcé del segle XIX

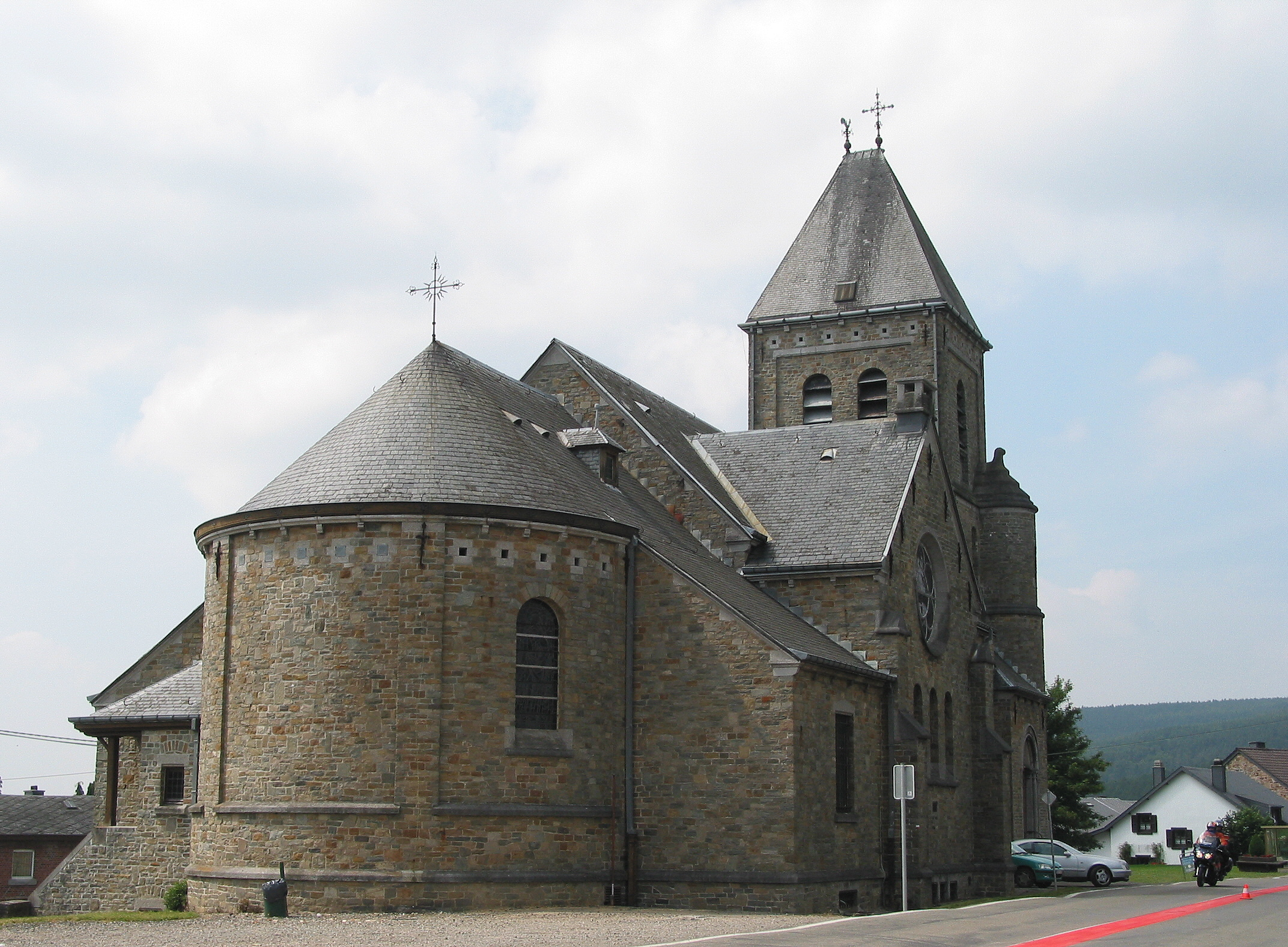
Stoumont Església de Sant Hubert
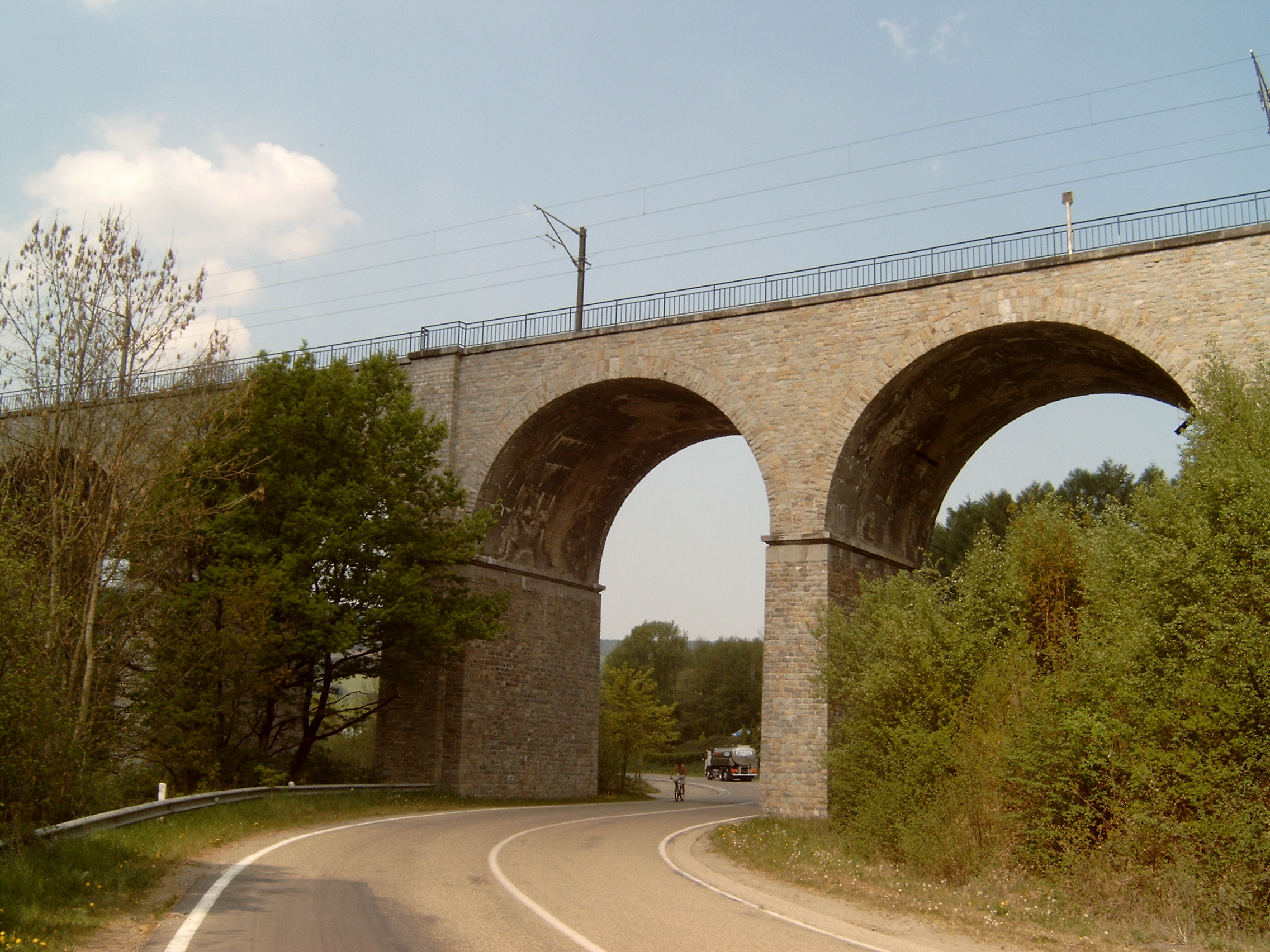
La Gleize Viaducte de la línia 42 Rivage-Gouvy de la NMBS
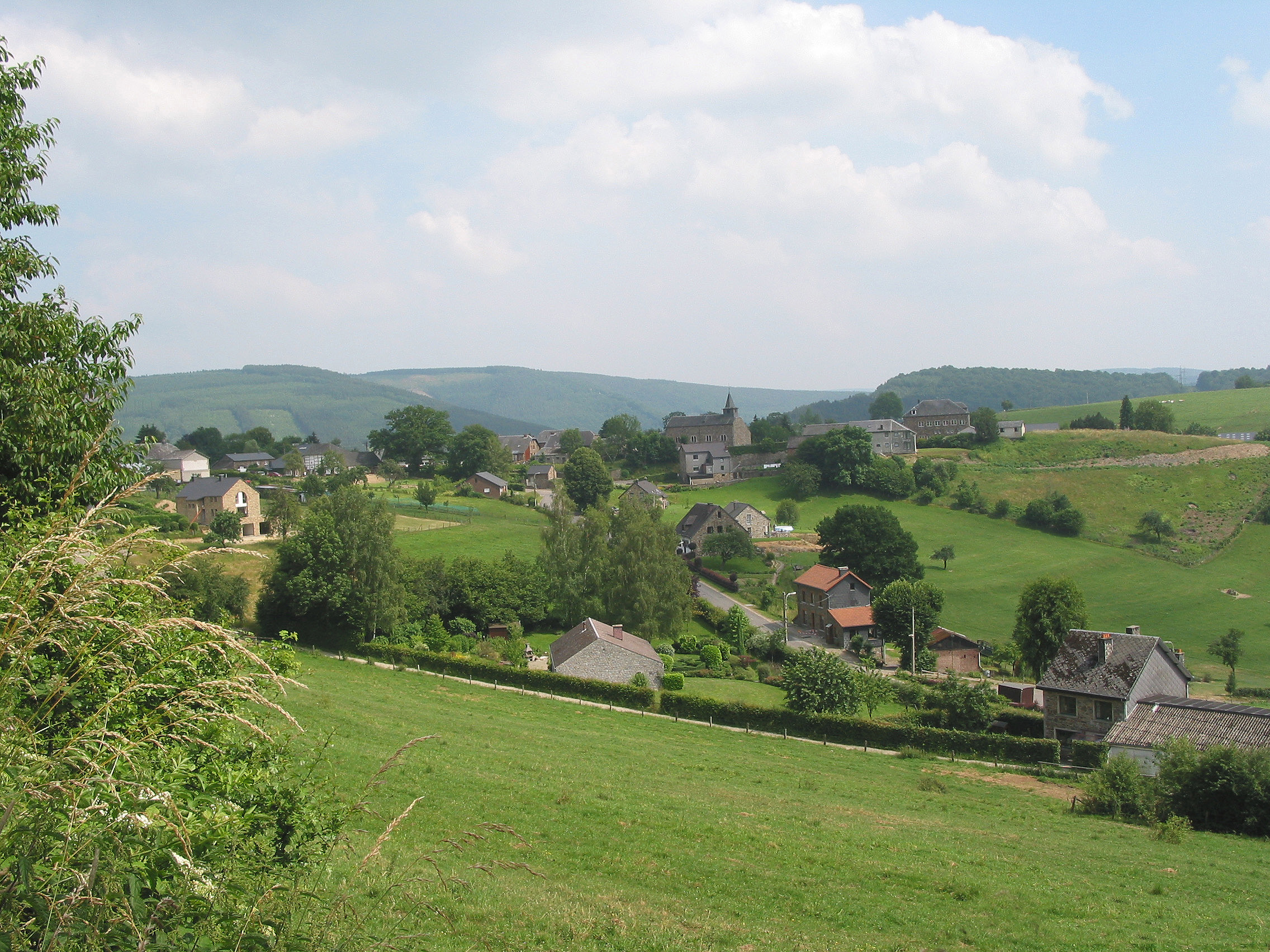
La Gleize Panorama
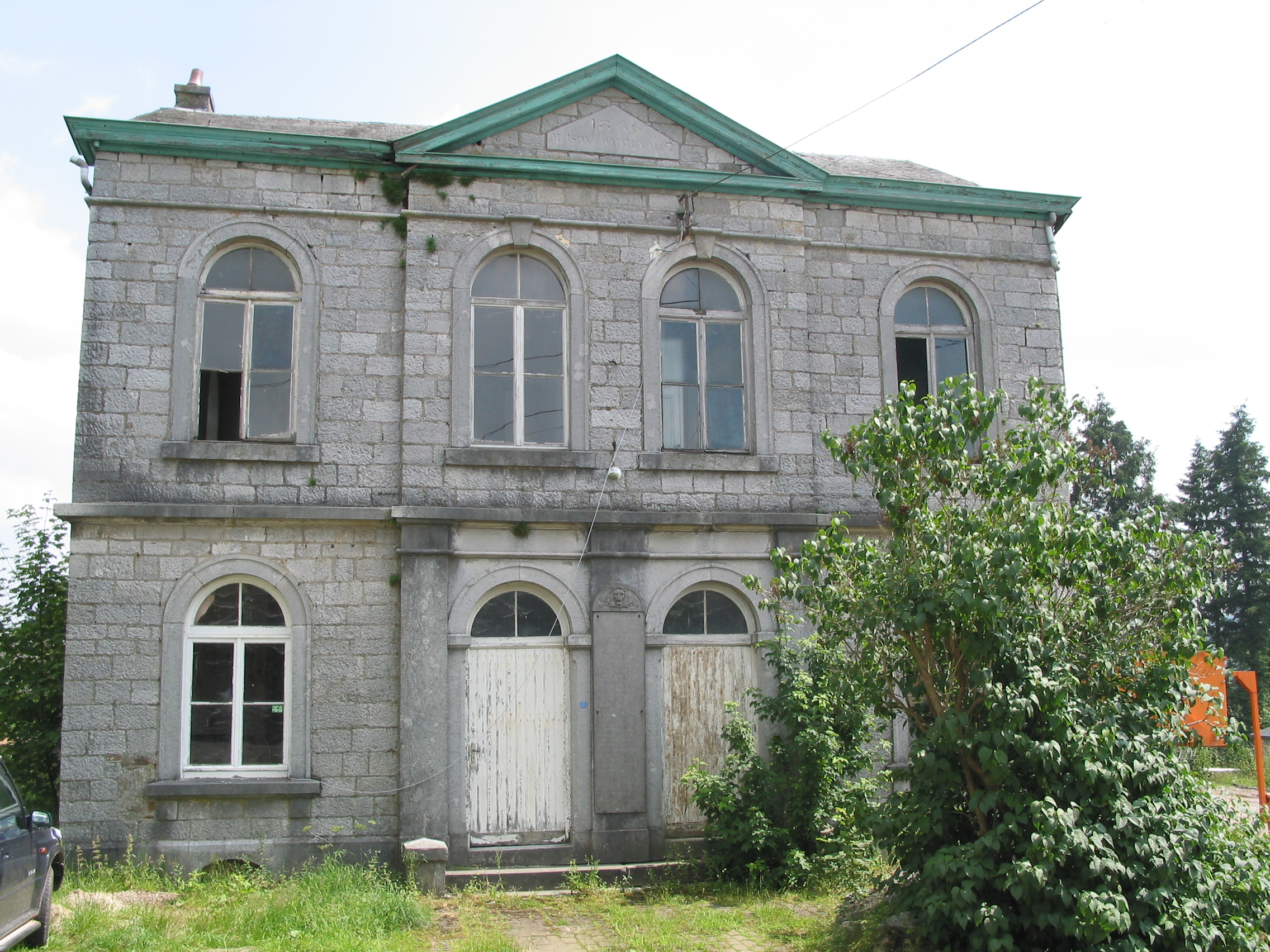
Chevron Antiga casa de la vila